# Plumbopirocloro
Il plumbopirocloro è un minerale.